# 毛坪镇
毛坪镇，是中华人民共和国四川省乐山市峨边彝族自治县下辖的一个乡镇级行政单位。

## 行政区划
毛坪镇下辖以下地区：
毛坪社区、中心村、建华村、等分村、上游村、恒心村、茶云村、长梯村、高山村、凡山村、灵凤村和老鸦村。